# Arrondissement Dessalines

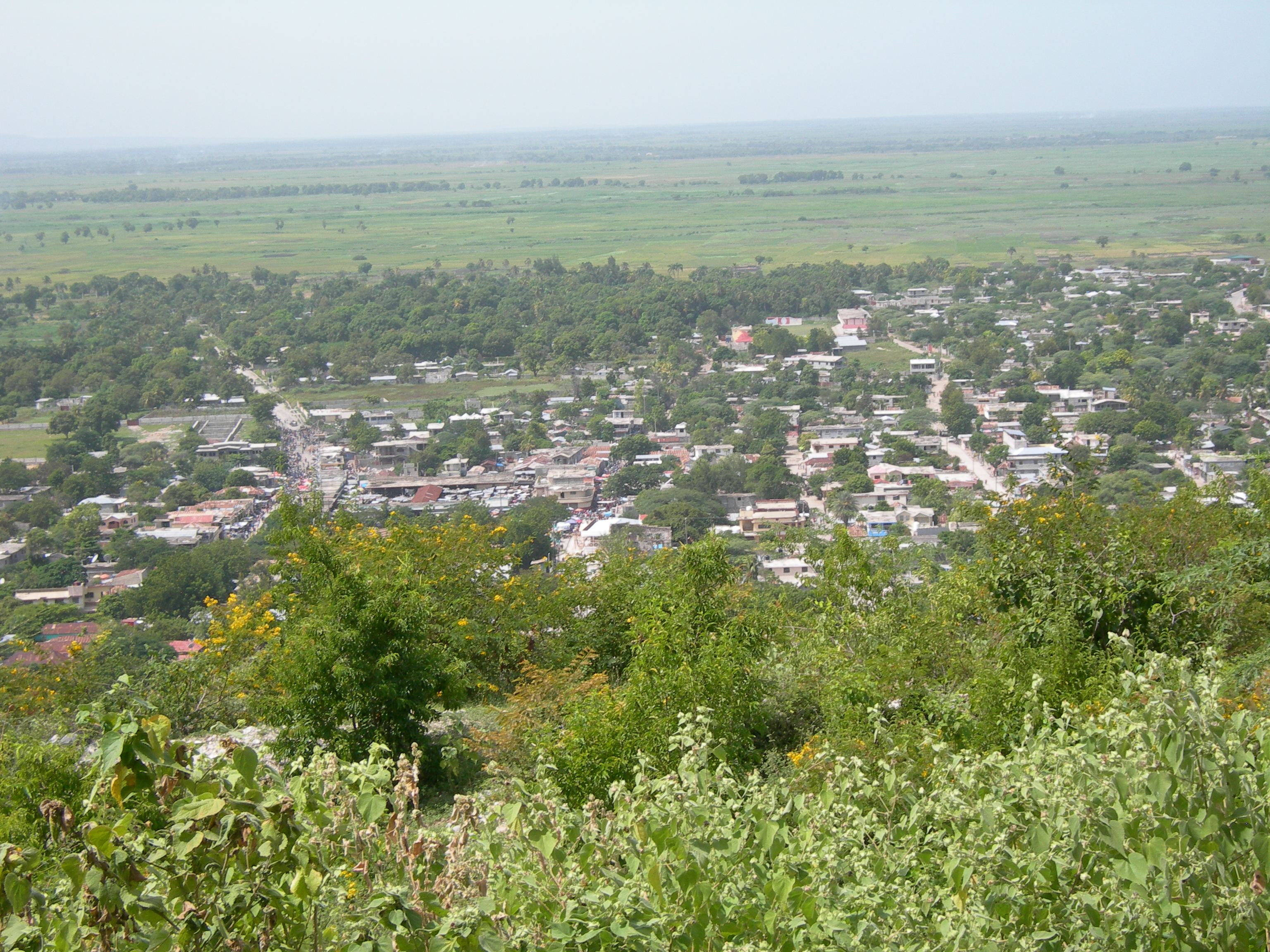
Stadt Dessalines und Umland

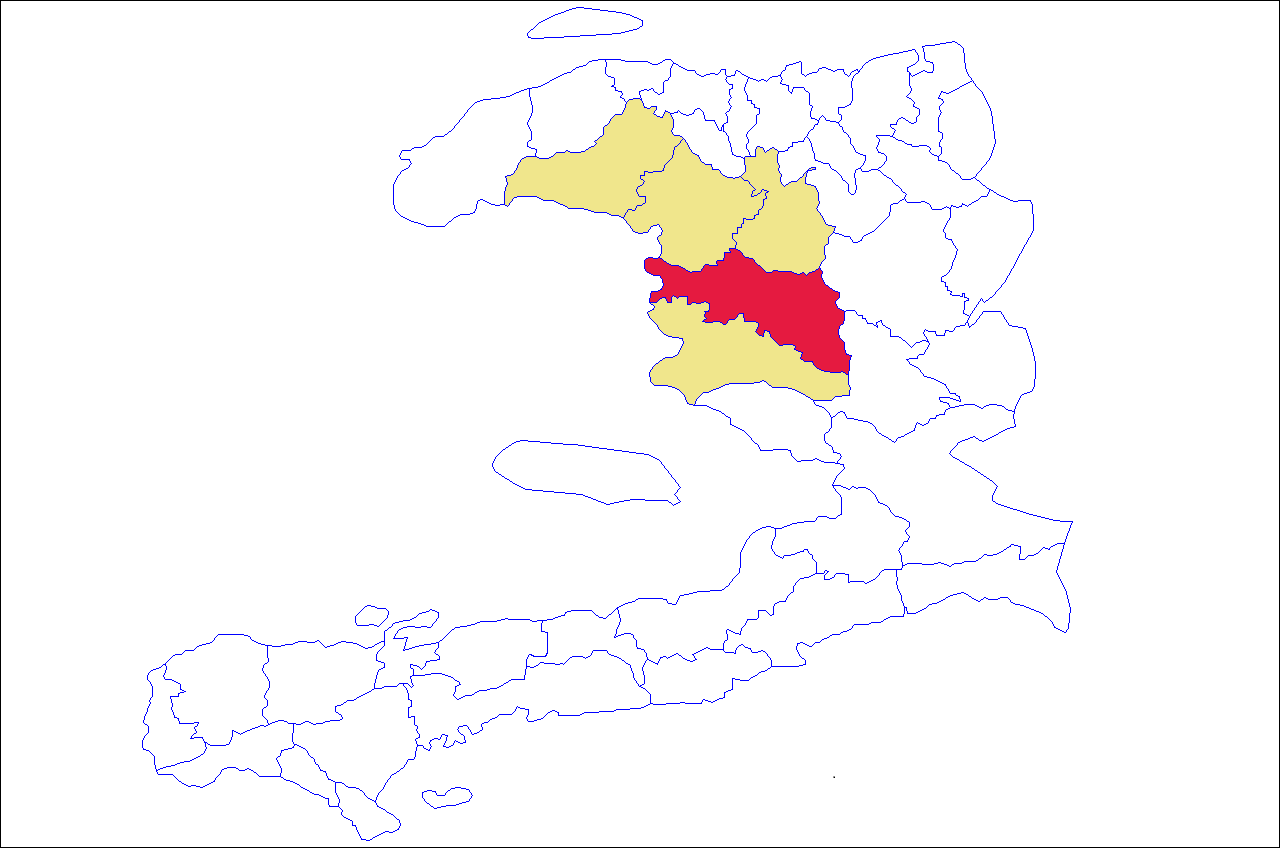
Lage des Arrondissement Dessalines in Haiti und im Département Artibonite

Das Arrondissement Dessalines ist eine der fünf Verwaltungseinheiten des Département Artibonite, Haiti. Hauptort ist die Stadt Dessalines.

## Lage und Beschreibung
Das Arrondissement grenzt im Westen an den Golf von Gonâve, im Norden an die Arrondissements Gonaïves und Marmelade, im Süden an die Arrondissements Mirebalais und Saint-Marc, im Osten an das Arrondissement Hinche.
Der Name des Arrondissements folgt dem Namen des Hauptorts, Dessalines, der wiederum auf den haitianischen Revolutionsführer Jean-Jacques Dessalines zurückgeht.
In dem Arrondissement gibt es die vier Gemeinden
- Dessalines (181.903 Einwohner)
- Desdunes (37.027 Einwohner)
- Grande Saline (23.236 Einwohner) und
- Petite Rivière de l’Artibonite (170.740 Einwohner).

Die 412.906 Einwohner (Stand: 2015) leben in 101.986 Haushalten auf 1.132 km² Fläche.